# (74394) 1998 XO57
(74394) 1998 XO57 – planetoida z pasa głównego asteroid okrążająca Słońce w ciągu 4,37 lat w średniej odległości 2,67 j.a. Odkryta 15 grudnia 1998 roku.